# (35334) Yarkovsky
(35334) Yarkovsky – planetoida z grupy pasa głównego asteroid okrążająca Słońce w ciągu 5 lat i 91 dni w średniej odległości 3,02 au. Została odkryta 31 marca 1997 w obserwatorium w Sormano przez Piero Sicoliego i Francesco Mancę. Nazwa planetoidy pochodzi od nazwiska Jana Jarkowskiego, polskiego inżyniera, odkrywcy efektu Jarkowskiego. Przed nadaniem nazwy planetoida nosiła oznaczenie tymczasowe (35334) 1997 FO1.